# Canyon-Lake-Dammbruch

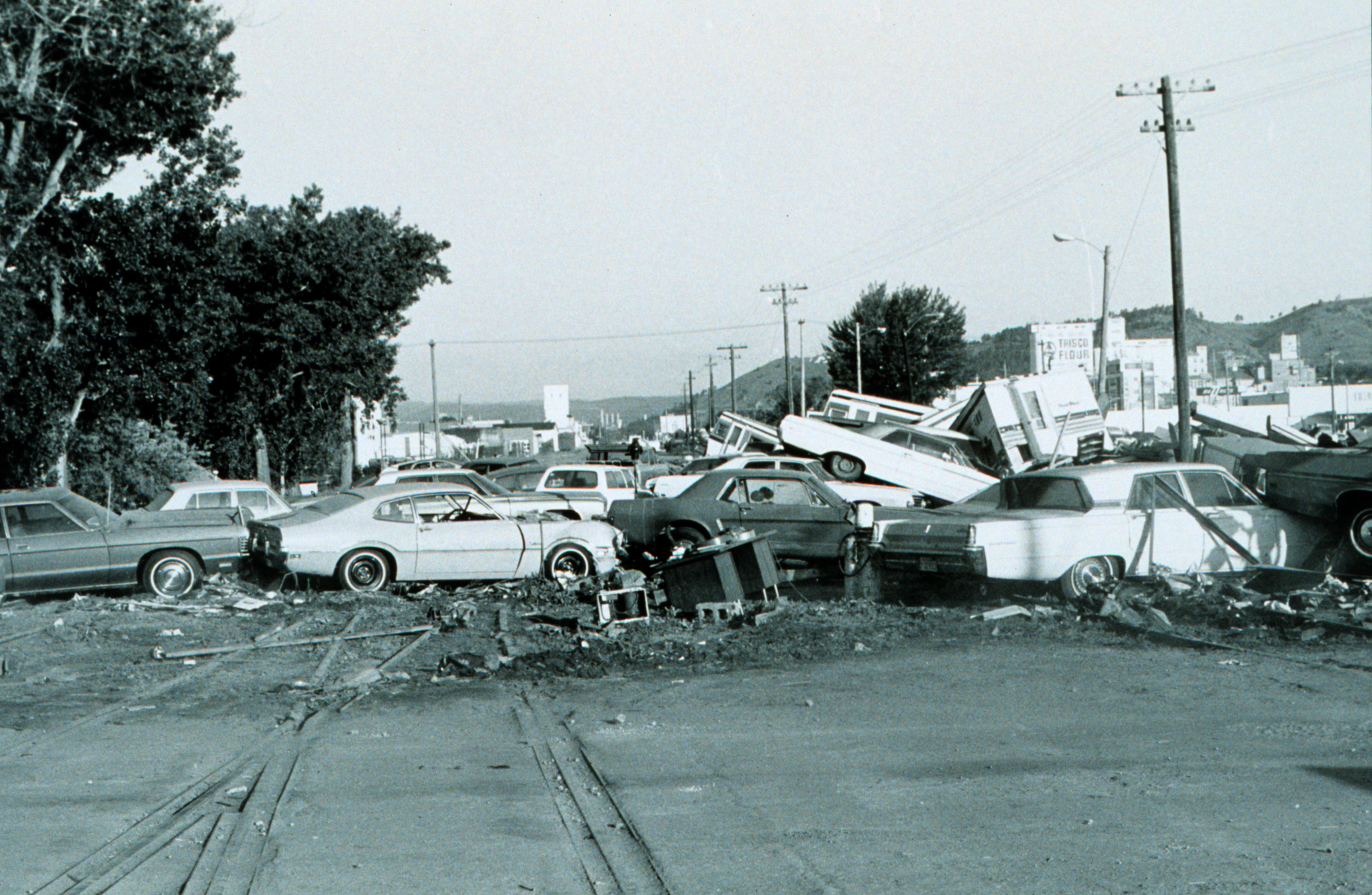
Aufgetürmte Autowracks, Rapid City 1972

Der Dammbruch des Canyon Lake (auch als „Black Hills flood“ bekannt) in Rapid City in South Dakota ereignete sich am 9. Juni 1972 und verursachte eine Flutwelle, die die Stadt Rapid City schwer verwüstete. Bei der Hochwasserkatastrophe kamen 238 Menschen ums Leben.

## Der Stausee
Koordinaten: 44° 3′ 28″ N, 103° 17′ 12,5″ W
Der Canyon Lake ist ein Stausee am Rapid Creek in Rapid City, einer Stadt mit damals rund 43.000 Einwohnern in South Dakota, USA. Der Rapid Creek entspringt in den Black Hills, einem Ausläufer der Rocky Mountains, in denen am Mount Rushmore auch die in den Fels geschlagenen Präsidenten-Denkmäler zu finden sind.
Der 1933–1938 gebaute Staudamm oberhalb von Rapid City ist sechs Meter (20 Fuß) hoch (nach anderen Angaben nur drei Meter); der Stausee fasst mehrere Millionen Kubikmeter Wasser. Nach anderen Angaben wurden nur 863.000 m³ Wasser freigesetzt.

## Die Katastrophe
Am 9. Juni 1972 gab es am frühen Abend schwere Regenfälle in den Black Hills. Die Niederschläge von 250 mm waren auf ein enges Gebiet beschränkt. Um 21 Uhr verstärkte sich der Regen; jetzt fielen 150 mm in zwei Stunden. Die Regenwasserabflüsse verursachten eine Sturzflut im Rapid Creek, für die es keine Vorwarnung gab. Das Hochwasser brachte den Stausee zum Überlaufen, und auch der Damm wurde überströmt, weil die Hochwasserentlastung durch Treibgut blockiert war. Der Spitzenzufluss in den Stausee betrug etwa 1220 m³/s, der Spitzenabfluss aus dem See 1420 m³/s.
Schon den ganzen Tag über führte der Rapid Creek Hochwasser. Am Abend ab 22:30 Uhr wurden über Radio und Fernsehen Warnungen vor einem Dammbruch gegeben. Um 22:45 Uhr hielt der Damm nicht mehr stand und brach. Der Wasserspiegel des Rapid Creek stieg dadurch um 12 Fuß (3,6 m). Die Flutwelle stürzte durch den Ort und verwüstete alles auf ihrem Weg. Die Bilanz waren 238 Tote, 3057 Verletzte, zeitweise bis zu 2000 Vermisste, 770 zerstörte und ca. 1335 beschädigte Häuser, 36 zerstörte und 236 beschädigte Geschäfte, sieben zerstörte Brücken, 5000 zerstörte Autos und 160 Millionen Dollar Sachschaden. Etwa die halbe Stadt war zerstört.
Um einer Wiederholung eines solchen Ereignisses vorzubeugen, hat man danach Pegel und Messgeräte installiert, die vor ähnlichen Fluten in Zukunft warnen sollen.
Der Staudamm wurde wieder aufgebaut.